# Ламотригин
Ламотригинът (среща се и като ламотрижин) е медикамент, синтетичен фенилтриазин, използван за лечението на епилепсия и биполярно разстройство.
Представлява бял или кремавобял прах, много слабо разтворим във вода (0,17 mg/ml при 25°C).
Счита се, че започва да действа след около 6 седмици от началото на приема. Най-често срещаните странични ефекти са главоболие, раздразнителност, диария, гадене и обриви. Много рядко пациентите развиват синдрома на Стивънс – Джонсън, което е сериозно състояние, изискващо медицинска помощ.